# Sociální síť (sociologie)
Sociální síť je sociální struktura tvořená množinou sociálních aktérů (jedinců nebo organizací) a množinou vazeb mezi dvojicemi těchto aktérů. V grafu, který sociální síť znázorňuje, odpovídají aktérům uzly a vztahům hrany. Analýza sociálních sítí se používá pro nalezení lokálních i globálních pravidelností, hledání vlivných aktérů a výzkum síťové dynamiky. Jedná se o interdisciplinární obor, používající poznatky psychologie, sociologie, matematické statistiky a teorie grafů. Zakladateli výzkumu sociálních sítí byli Georg Simmel a Jakob Levy Moreno, vynálezce sociogramu.
Koncept sociálních sítí je využíván v několika významech a může být aplikován na řadu typů sociálních skupin. O sociálních sítích se hovoří například v souvislosti s organizováním práce ve firmách, ale také v souvislosti s méně formálními skupinami jako jsou celky příbuzenských nebo přátelských vztahů.

## Historie
Sítě konexí ve skupinách existovaly samozřejmě již ve tradiční společnosti. Tehdy se jednalo především o nerovné vztahy klientské vazby mezi mocným a závislým člověkem, související s klientelismem. Dnešní teorie sociálních sítí tento historický a kulturní rozměr pomíjí a věnuje se především vztahům typickým pro tržní společnost.
Studium sociálních sítí je založeno na studiu sociálních skupin, těm se na začátku 20. století věnovali mimo jiné Ferdinand Tönnies a Georg Simmel. Idea sociálních sítí pramení z názoru, že sociální skupiny, potažmo celá společnost, by neměly být popisovány jako množina objektů s určitými vlastnostmi, ale jako struktura vztahů, moci a závislosti. Ve 30. letech se Jacob L. Moreno věnoval analýze vztahů v malých skupinách, především školních třídách. Moreno zkoumal preference uvnitř skupiny a zaznamenával je do grafu, tzv. sociogramu.
Mezi prvními odborníky, kteří použili výraz sociální síť ve vědeckém kontextu, byl britský sociální antropolog a profesor sociologie John Arundel Barnes. Pojem díky tomu získal zejména v sociální antropologii odborný status.

## Teoretické koncepce
Sociologové, kteří se zabývají studiem sociálních sítí, se v mnohém neshodnou. V současnosti se můžeme setkat s několika způsoby chápání konceptu sociálních sítí.

### Mark Granovetter
Americký sociolog Mark Granovetter se zabýval sociálními sítěmi už od 70. let.
Mark Granovetter patřil k prvým, kdo se systematicky problematikou sítí v sociologii zabývali. Na začátku své kariéry polemizoval s tzv. přesocializovanými teoriemi, podle nichž je jednání člověka pouze funkcí jeho sociální příslušnosti. Parsonova teorie, která byla vrcholem toho přístupu, tvrdí, že scénář jednání je už dopředu vepsán do soustav norem a hodnot platných v dané společnosti. Současně nesouhlasí ani s podsocializovanými teoriemi, kde se na rozdíl od přesociolizovaných teorií, každý jednotlivec rozhoduje izolovaně, autonomně a nezávisle na druhých. Od maďarského ekonoma Karla Polanyiho přejímá koncept zasazení či ukotvení rozhodování do sociologického, historického a politického kontextu v rámci kterého jedná jedinec s ostatními.
Koncept sociálních sítí měl sloužit jako pomyslný most mezi analýzami sociálního mikrosvěta (děním v malých skupinách) a sociálního makrosvěta (existence struktur vně kontroly každého jednotlivce. Granovetter se snaží ukázat nakolik síť vztahů s druhými umožňuje jednotlivcům maximalizovat jejich osobní zisk. Na jeho výzkumu uchazečů o zaměstnání je zřetelné, jak uchazečům o pracovní místo pomohla právě síť známostí vytvořených původně ze zcela jiných důvodů. Nejkritičtější je podle něj období, kdy si člověk hledá práci. Granovetter na jednu stranu analyzuje silné vztahy, které nás pojí s osobami, s nimiž trávíme hodně času, vážou nás k nim silné emoční pouto a navzájem si prokazujeme služby (rodinné vazby, přátelé). Na druhou stranu rozebírá slabé vztahy, které máme v podstatě s náhodnými známými. Vídáme se, kde potřebujeme, necítíme k sobě nijak vřelé city a obracíme se na ně tehdy, kdy to potřebujeme (kolegové, bývalí spolužáci.Mark Granovetter tvrdí, že slabé vazby jsou mnohem užitečnější než pevná pouta. Například při hledání pracovního místa nám lidé, se kterými nás spojuje slabá vazba, poskytují cennější informace, protože nás propojí se vzdálenějším prostředím, než jaké sdílíme se svými nejbližšími. Podle něj nás tedy zajímají druzí lidé pouze jako poskytovatelé služeb, kteří náš zajímají jenom do té doby, dokud je to pro nás prospěšné. Jeho teorie sociálních sítí tak tvrdí totéž, co teorie sociální směny a teorie racionální volby.

### Jeremy Boissevain
Nizozemský sociální antropolog formuluje koncept sítí v polemice s příliš abstraktním a normativně zaměřeným modelem strukturálního funkcionalismu. Tvrdí, že lidé nejednají podle norem nýbrž podle toho, co jim osobně přináší největší výhody. Jedinec, který se ocitá v konfliktu s druhými vyhrává ne proto, že má pravdivější argumenty, ale proto, že má vlivnější spojence (individua přirovnává k podnikatelům, kteří se pokoušejí manipulovat s normami a vztahy v zájmu svého sociálního a psychického zisku). Na rozdíl od Granovettera, který upřednostňoval výhody volných a pružných sítí, Boissevain si na jedné straně drží odstup od vazeb z dob tradičních pospolitostí. Na druhou stranu současně vykazuje nostalgii po komunitních časech (přibývá stále více industrializovaných a urbanizovaných lidí, kteří se stávají méně sociabilní a rezervovanější). Což vede k tomu, že přibývá stále více řídkých sítí.
Boissevain přistupuje k otázce využívání sociálních sítí pragmaticky. Tvrdí, že každý člověk má k dispozici pouze limitované zdroje času a energie. Navíc má také omezené emoční zdroje. Musí si tedy pečlivě vybírat, jaký způsobem je bude přidělovat. Většina lidí dokáže totiž udržovat pouze omezený počet směnných vztahů a mají tak problém s manažováním svých vlastních sítí. V průběhu života, jak se člověk žení/vdává, mění zaměstnání, se musí zároveň rozhodnout, které vztahy bude dále provozovat, a které ignorovat, protože již pro něj nejsou udržitelné.
Nizozemský antropolog přirovnává vztah člověka k síti jeho přátel k podnikání. Lidé mají k dispozici 2 druhy zdrojů. Mezi zdroje prvního řádu patří např. půda, peníze a jednoduše statky, které si člověk kontroluje bezprostředně. Osoby, které mají pod kontrolou zdroje prvního řádu nazýváme patrony.  Zdroje druhého řádu představují strategické kontakty s těmi, kdo kontrolují zdroje první kategorie a využívají je ke svému prospěchu. Jedince, kteří kontrolují zdroje druhého řádu, nazýváme brokery.
Dobrý zprostředkovatel dokáže ze sítí, které propojuje vytěžit služby, informace, psychické uspokojení apod., málokdy jde o zisk ve formě peněz.

### Nan Lin
Americký sociolog čínského původu navazuje na Granovettera a přejímá jeho pojetí sociální struktury i jeho rozlišení silných a slabých vazeb. Jeho úvahy však rozšiřuje o rozměr moci a nerovnosti.
Lidská společnost je uspořádána hierarchicky, kde se jednotlivci (popřípadě celé skupiny) liší na základě svého majetku, moci a prestiže. Čím výše v pomyslné sociální pyramidě stojí, tím větší mají možnosti navazovat prostřednictvím sítí vztahy s lidmi, kteří se mají podobné postavení a využívat jejich majetek, moc a prestiž.
Jednání jedince je ovládáno dvěma základními motivy. Za prvé se snaží udržet si již existující zdroje a za druhé usilují o získání nových. Nan Lin souhlasí s tím, že pomocí slabých vazeb se lze dosáhnout lepších zdrojů, zároveň však dodává, že je tomu tak proto, že se jejich prostřednictvím snažíme proniknout k lidem, kteří stojí v sociální hierarchii výše, než my a nepojí je s námi žádné rodinné či přátelské vztahy. Na druhou stranu nesdílí s Granovetterem jeho despekt k silným vazbám. Lin zdůrazňuje, že silné vazby bývají velice důležité při ochraně již nabytých zdrojů, čímž snižují míru nejistoty. Další revizí Granovettera zdůrazňuje, že výhodnost a nevýhodnost různých typů vazeb není jednou provždy daná. Závisí na pozici jednotlivce v rámci pyramidy moci a vlivu. Slabé vazby jsou výhodné, jestliže vedou k osobám, které jsou výše postavené. Z tohoto důvodu nemají slabé vazby pro vysoce postavené jedince velký význam, a právě silné vazby vedou v jejich případě naopak k největšímu užitku.

## Strukturní díra
Strukturní díra je pojem, který do studia sociálních sítí zavedl americký sociolog Ronald Stuart Burt. Označuje strategickou pozici ve skupině, která spojuje dva subjekty, mezi kterými přímá vazba neexistuje. Jedinec, který obsadí tuto pozici, získává výhodu, jež pramení z faktu, že ostatní členové skupiny jsou odděleni a nemohou spolu komunikovat. Strukturní díry se tedy objevují jen v sociálních skupinách, ve kterých neplatí, že se všichni jedinci znají a mohou se navzájem kontaktovat. Pro subjekt, který kontroluje tuto pozici se v praxi někdy používá pojem broker.